# Puget Sound
L'estret de Puget o Puget Sound, és un profund entrant de l'oceà Pacífic localitzat en la costa nord-occidental dels Estats Units. Administrativament, les seves aigües i costes pertanyen a l'estat de Washington.

## Descripció
L'estret de Puget s'estén aproximadament uns 160 km des de Deception Pass, en el nord, fins a Olympia en el sud. La profunditat mitjana és de 62,48 m, sent la profunditat màxima de 283,4 m, en Point Jefferson, entre Indianola i Kingston.
L'orografia de l'estret és molt complexa, formada per un sistema d'illes i badies intercomunicades entre si i amb l'estret de Juan de Fuca. La major connexión amb l'estret de Juan de Fuca és el Admiralty Inlet i la menor és el Deception Pass. A través de Deception Pass flueix el 2 % del total de la marea que s'intercanvia entre l'estret de Puget i l'estret de Juan de Fuca.
El terme "Puget Sound" és usat no només per a la regió d'aigua, sinó que es coneix com a tal a tota la regió centrada a l'estret, inclòs l'àrea metropolitana de Seattle, que és la llar de 3,4 milions de persones.

## Nom i definició
Existeixen diverses definicions sobre l'extensió i límits de l'estret de Puget.
En 1792 George Vancouver va donar el nom de "Puget's Sound" (estret de Puget) a les aigües de Tacoma Narrows, en honor de Peter Puget, un tinent que acompanyava a Vancouver en l'expedició. El nom es va emprar més tard també per definir també les aigües al nord de Tacoma Narrows.
El USGS defineix l'estret de Puget com totes les aigües compreses entre les següents tres entrades:
- la primera és la de Admiralty Inlet, que està en línia entre Point Wilson, en la península Olímpica, i Point Partridge, a l'illa Whidbey.
- La segona està en Deception Pass, que està en la línia entre West Point, a l'illa Whidbey cap a l'illa Deception, i Rosario Head, a l'illa Fidalgo
- la tercera és el canal de Swinomish, que connecta la badia de Skagit i la badia de Padilla.

En aquesta definició estan incloses les aigües del canal de Hood, de l'Admiralty Inlet, del Possession Sound, del Saratoga Passage, i diversos més. No s'hi inclou ni la badia de Bellingham, ni la badia de Padilla, ni les aigües de les illes de Sant Joan i res més que hi hagi al nord d'aquestes.
Una altra definició donada per la NOAA subdivideix l'estret de Puget en cinc subregiones. Quatre d'elles són regions que es corresponen amb la definició del USGS, però la cinquena, anomenada "Northern Puget Sound" inclou una extensa regió addicional. Està limitada pel nord per la frontera internacional amb Canadà, mentre que el límit per l'oest ho defineix una línia que va des de la desembocadura del riu Sekiu en la península Olímpica. En aquesta definició estan inlcluidas en l'estret de Puget àmplies regions de l'estret de Juan de Fuca i de l'estret de Geòrgia.
Un terme alternatiu per a l'estret de Puget, empleat únicament per alguns nadius nord-americans i grups proteccionistes, és Whulge (o Whulj), una anglización derivada del nom en Lushootseed 'Wulch, que significa "Aigua Salada". Des de 2009, la United States Board on Geographic Names ha establert el terme Salish Sigui per definir la unió de les aigües de l'estret de Puget, l'estret de Juan de Fuca, i l'estret de Geòrgia. Moltes vegades el terme “estret de Puget” és també empleat per incloure les aigües del la badia de Bellingham i la regió de les illes Sant Joan.

## Història

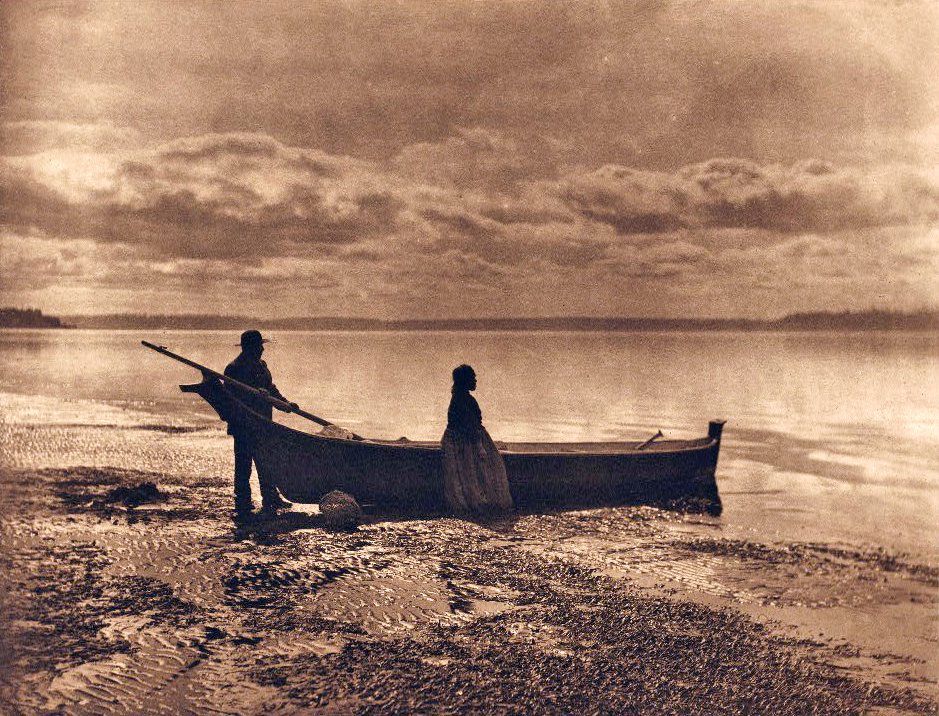
Estuari de Puget, per Edward S. Curtis, 1913.

George Vancouver va explorar l'estret de Puget en 1792. Vancouver ho va reclamar per a Gran Bretanya el 4 de juny de 1792, donant-li el nom d'un dels seus oficials, el tinent Peter Puget. Originàriament l'estret va ser administrat des de Fort Vancouver com a part del Districte de Columbia de la Hudson's Bay Company. Quan va ser signat el tractat d'Oregon, el 1846, el territori va passar a dependre dels Estats Units.
El primer assentament europeu a la regió de l'estret de Puget va ser Fort Nisqually en 1833. Es tracta d'una granja i una oficina comercial britànica de la Puget Sound Agricultural Company, subsidiària de la Hudson's Bay Company.
Molts colons arribaven a través de la senda d'Oregon a la regió de l'estret. El primer assentament nord-americà en el que avui és l'estat de Washington va ser New Market (actualment conegut com a Tumwater) en 1846. L'Exèrcit va trigar anys a vèncer els Yakama, durant els quals la Guerra Yakima es va estendre a la regió de Puget Sound a l'oest de les Cascades en la guerra de Puget Sound, i després a la vall del riu White, al llarg del recorregut fins al coll de Naches i connectant les terres dels Nisqually i els Yakama. La guerra de Puget Sound es recorda sovint en relació amb la batalla de Seattle de 1856 i l'execució de Leschi, el cap Nisqually i figura central de la guerra, penjat per assassinat el 1858 i exonerat per l'estat de Washington el 2004.
En 1853 el territori de Washington va ser segregat del territori d'Oregon. En 1888 la línia fèrria del Northern Pacific railroad va arribar a l'estret de Puget, unint la regió amb els estats de l'est.

## Hidrologia

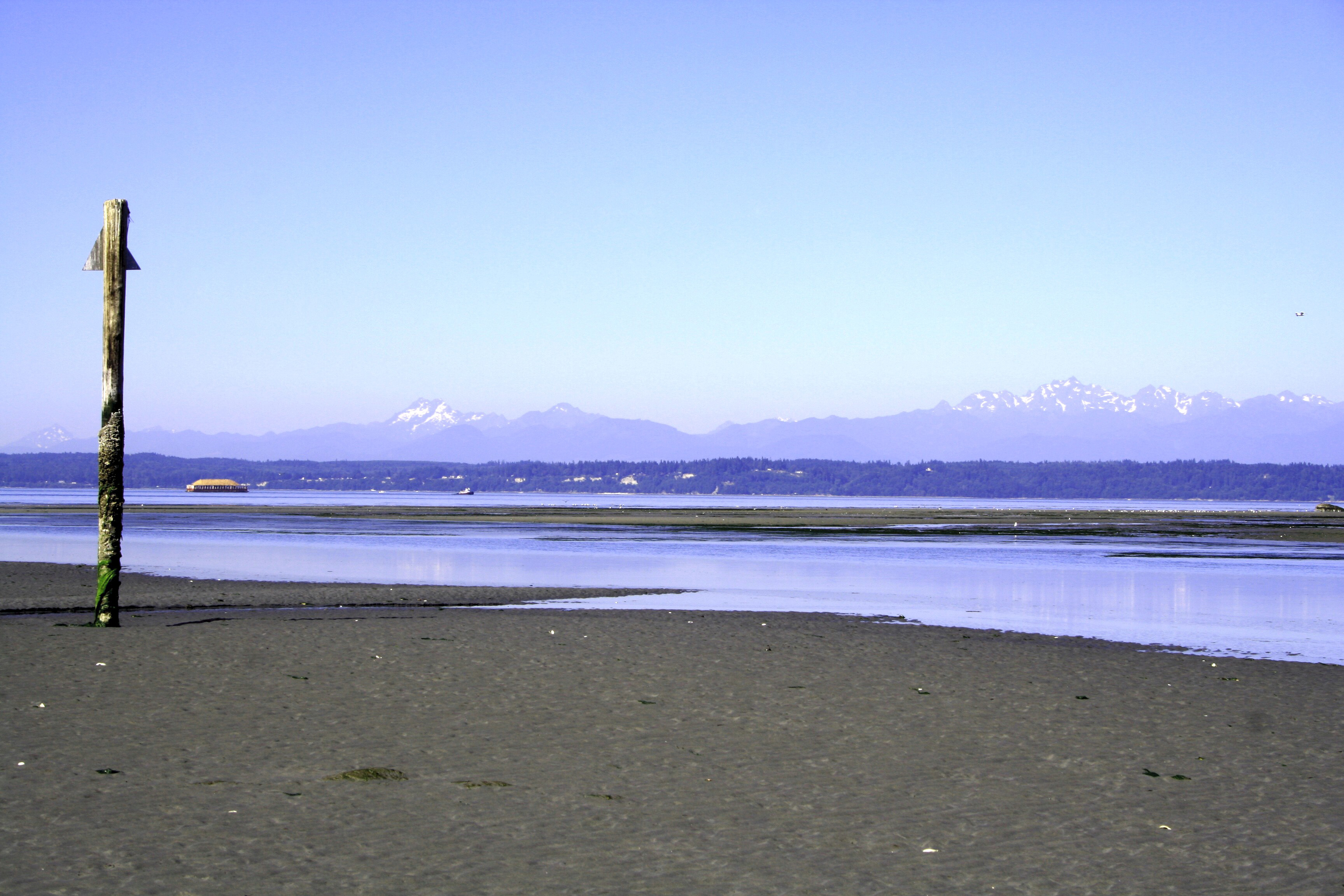
Marea baixa a l'illa Whidbey.

L'USGS defineix l'estret de Puget com un conjunt de sortints de terra i badies amb nombrosos canals i brancs. Concretament és un sistema de fiords i de valls glacials inundades. L'estret de Puget és part d'una estructura major anomenada depressió de Puget, que al seu torn forma part de la serralada nord-americana.
L'estret de Puget està alimentat per les aigües dels rius de les Muntanyes Olympic i de les Cascade Mountain. El cabal mitjà anual d'aigua dolça que s'aboca en l'estret de Puget és de 1.200 m³/s, amb un màxim mensual de 10.400 m³/s i un mínim de 400 m³/s. L'estret de Puget té 2.144 km de costa, enfront de 2.600 km² de superfície d'aigua i un volum d'aigua de 110 km³. L'aigua trasvassada durant cada marea és de 5,3 km³. La major velocitat de les marees està en Deception Pass, amb una mitjana de 9 i 10 nusos.
El sistema de l'estret de Puget està format per quatre profundes fondalades comunicades entre si per aigües succintes. Les quatre hondonadas són el canal Hood, a l'oest de la península de Kitsap, Whidbey Basin, a l'est de l'illa Whidbey, South Sound, al sud de Tacoma Narrows, i la Main Basin, que se subdivideix en Admiralty Inlet i la Central Basin. Els mantells succints de l'estret de Puget, una espècie de morrenes submarines, separen les hondonadas entre si, i l'estret de Puget de l'estret de Juan de Fuca. Tres mantells succints són especialment importants—el que està en Admiralty Inlet separant l'estret de Puget de l'estret de Juan de Fuca; el que està a l'entrada del canal de Hood (a uns 53 m. sota la superfície del mar); i el de Tacoma Narrows (a uns 44 metres). Altres mantells succints que no arriben a formar una barrera completa són el de l'illa Blake, el del pas de Agate, el de Rich Passage, i el de la península de Hammersley.
Les marees en l'estret de Puget són de tipus mixt, amb dues marees altes i dues baixes cada dia. La configuració de les hondonadas i mantells succints i les seves interconnexions causa que la diferència de cotes entre marees en l'estret de Puget sigui enorme. La diferència d'altura entre la major marea i la menor és d'uns 0.091 m. a Port Townsend en Admiralty Inlet, mentre que aquesta diferència és de 4.4 m. a Olympia, en l'extrem sud de l'estret de Puget.
L'estret de Puget és generalment considerat l'inici del Passatge Interior.

## Transports
Existeix un únic sistema estatal de transbordadors, el Washington State Ferries, que connecta les principals illes amb la terra continental. Aquest sistema de transport permet tant a vianants com a vehicles moure's per tota la regió de l'estret.

## Flora i fauna
S'estima que més de 100 milions de geoducks es troben vivint en les sorres del fons de l'estret de Puget. També coneguda com a "king clam" ("cloïssa rei") les geoducks són considerades una delícia als països asiàtics.
Els cetacis que habiten l'estret també són una important atracció turística. Les principals espècies que habiten aquesta aigua són:
- Orques, que són les més famoses i fàcils d'albirar. Diverses famílies crien en les seves aigües. Existeix una indústria turística exclusiva dedicada a l'observació d'aquestes balenes.
- Rorqual d'aleta blanca
- Catxalot
- Iubarta
- Balena grisa
- Dofí mular

Els pinnípedes que habiten aquestes aïgues són:
- foca del port
- lleó marí de Steller
- lleó marí de Califòrnia
- elefant marí del nord, de forma més ocasional.

Els salmons del Pacífic que viuen en les seves aigües són la principal font d'aliments de la majoria dels animals marins.

## Principals illes
- Illa Anderson
- Illa Bainbridge
- Illa Blake
- Illa Camano
- Illa Fidalgo
- Illa Fox
- Illa Guemes
- Illa Harstine
- Illa Herron
- Illa Indian
- Illa Marrowstone
- Illa Maury
- Illa McNeil
- Illa Squaxin
- Illa Vashon
- Illa Whidbey